# Jung RK 8 B
Die Jung RK 8 B ist eine Diesellokomotive, die von der Arnold Jung Lokomotivfabrik in Kirchen (Sieg) in wenigstens zwölf Exemplaren gebaut wurde. Sie war vor allem für den Rangiereinsatz im Werksdienst vorgesehen.
Die Typenbezeichnung beschreibt die wesentlichen Merkmale der Lokomotive: Die ersten beiden Großbuchstaben gaben die Bauart der Maschine sowie die Art der Kraftübertragung an. Die nachfolgende Ziffer beschreibt mit Zehn multipliziert die Leistung in PS, der nachfolgende Großbuchstabe beschreibt die Achsfolge. Es handelt sich also um eine Rangierlokomotive mit Kettenantrieb der Achsen vom (hydraulischen) Getriebe, einer Motorleistung von 80 PS und der Achsfolge B, also zwei angetriebenen Achsen. Dieses Bezeichnungsschema ist typisch für die Lokomotiven  der dritten und vierten Generation von Jung-Diesellokomotiven. Die RK 8 B ist die leistungsschwächste von insgesamt fünf B-gekuppelten Lokomotivbauarten der dritten Generation.
Die Jung RK 8 B wurde zwischen 1963 und 1972 in nur wenigen Exemplaren gebaut. Wenigstens zehn Lokomotiven sind noch vorhanden.
| Liste der Jung RK 8 B |         |                                                  |                                                                            |                                                                                           | |
| Fabriknummer          | Baujahr | Erster Eigentümer                                | Verbleib                                                                   | Fahrzeugregisternummer                                                                    | Anmerkungen                                                                                               |
| 13431                 | 1962    | Stahlwerke Brüninghaus, Werdohl                  | Verbleib unbekannt                                                         |                                                                                           | 1989–2004(?) Hoesch, Schwerte-Westhofen                                                                   |
| 13432                 | 1962    | Stahlwerke Kabel C. Pouplier jr. KG, Hagen-Kabel | Finnentrop-Serkenrode (Denkmal)                                            |                                                                                           | 1976–1996 Kalkwerk Grevenbrück                                                                            |
| 13433                 | 1962    | Kraftwerk Stuttgart-Münster „281“                | Finnforest, Bremen (Denkmal)                                               |                                                                                           | |
| 13633                 | 1962    | Carl Freudenberg, Weinheim „296“                 | Eisenbahnmuseum Neustadt/Weinstraße                                        |                                                                                           | 1987–2003 Straßenbahnmuseum Schönau                                                                       |
| 13634                 | 1963    | Nienburger Glas „1“                              | Oensingen-Balsthal-Bahn                                                    |                                                                                           | 1984–2004 Meyer & Jäggi AG, Zofingen                                                                      |
| 13691                 | 1964    | Migros „1“ (Schweiz)                             | Nestlé R&D Center Konolfingen                                              |                                                                                           | |
| 13692                 | 1964    | Kali-Chemie AG „M 2“                             | W. Schollmeyer KG                                                          |                                                                                           | |
| 14036                 | 1968    | Hütte Krems GmbH                                 | Museumstramway Mariazell-Erlaufsee                                         |                                                                                           | |
| 14037                 | 1968    | Mineralölwerk Peine                              | 02.2025 an VEV – Verein zur Förderung des Eisenbahnmuseums Vienenburg e.V. | „Vorratslok“; Lieferung 23.09.1969; Fabrikschild gibt Lieferjahr an ! Ohne Betriebsnummer | Aufstellung auf der ehem. „Harzburger Seite“ des Bhf. Vienenburg am 14.04.2025 vor dem Güterzug-Packwagen |
| 14126                 | 1972    | Rheinmetall GmbH                                 | MRCE Dispolok „Parsifal“                                                   |                                                                                           | 2001–2006 Siemens Dispolok                                                                                |
| 14127                 | 1971    | Jung (Miet- und Vorführlokomotive)               | Elektrozinn AG (Schweiz)                                                   |                                                                                           | 1971–1976 Kabel- & Drahtfabriken GmbH, Mainz-Gustavsburg „1“                                              |
| 14128                 | 1972    | Bonner Zementwerk AG                             | Brohltalbahn „D8“                                                          |                                                                                           | 2003–2005 Richard Fogolin GmbH                                                                            |
| 14129                 | 1971    | Lonza AG, Schweizerhalle                         |                                                                            |                                                                                           | |